# История Терри Фокса
«История Терри Фокса» (англ. The Terry Fox Story) — канадско-американский биографический фильм 1983 года режиссёра Ральфа Л. Томаса о канадском ампутанте и бегуне Терри Фоксе.
Фильм был снят для HBO в США с канадскими сопродюсерами. Хотя он также был показан в канадских и британских кинотеатрах, это был первый телевизионный фильм, когда-либо снятый для кабельной сети.

## Сюжет
Молодой канадский спортсмен Терри Фокс узнаёт, что в его правом колене раковая опухоль. Необходима ампутация ноги, которая поставит крест на его спортивной карьере. Однако, после операции Фокс находит в себе силы начать благотворительный сверхмарафон через всю Канаду.

## В ролях
- Эрик Фрайер — Терри Фокс
- Роберт Дюваль — Билл Вигарс
- Крис Мейкпис — Даррелл Фокс
- Розалинд Чао — Рика Нода
- Майкл Зелникер — Дуг Элворд

## Критика
Фильм получил преимущественно положительные оценки кинокритиков изданий Variety, Toronto Star, Maclean’s, The Boston Globe и других.

## Награды и номинации
- 6 премий «Джини» в категориях «Лучший фильм», «Лучшая мужская роль», «Лучшая мужская роль второго плана», «Лучший монтаж», «Лучший звук», «Лучший монтаж звука»; 2 номинации на премию «Джини» в категориях «Лучшая женская роль второго плана», «Лучшее достижение в кинематографии»[6].
- 2 премии «CableACE Award» в категориях «Лучшая режиссура драмы» и «Лучшая драма (более 60 минут)»; 3 номинации на премию «CableACE Award» в категориях «Лучший драматический актёр», «Лучший сценарий драмы», «Лучшее освещение драмы».